# Santa Juana (Čile)
Santa Juana je grad i općina u Čileu, u regiji Biobío. Po procjenama iz 2002., ima 13.147 stanovnika i površinu od 731 km². 
Grad nalazi se pored južno i zapadno od rijeke Biobío.

## Također pogledajte
- Utvrda Santa Juana de Guadalcázar